# Forte Slava
Il forte Slava (o fortezza dell'Onore), venne costruito sull'isola di Kukouri (arcipelago di Kotka - Finlandia) dai russi nel 1794 come parte di una catena di strutture fortificate nel golfo di Finlandia. Venne distrutto dagli inglesi nel 1855 e nel 1993 è stato restaurato.